# 유엔 유럽 경제 위원회

유엔 유럽 경제 위원회(영어: United Nations Economic Commission for Europe, UNECE)는 1948년 경제사회이사회(Economic and Social Council, ECOSOC)의 결의로 창립되었으며, 유럽 지역의 회원국 간의 경제협력을 장려한다. 회원국은 56개국이다.

## 같이 보기
- 유럽 연합
- 유럽 평의회
- 유럽 안보 협력 기구
- 유엔 체계
- 유엔 라틴아메리카 카리브 경제 위원회
- 아시아 태평양 경제 사회 위원회
- UN/LOCODE
- 유럽 고속도로